# Carrsville (Kentucky)
Carrsville es una ciudad ubicada en el condado de Livingston en el estado estadounidense de Kentucky. En el Censo de 2010 tenía una población de 50 habitantes y una densidad poblacional de 297 personas por km².

## Geografía
Carrsville se encuentra ubicada en las coordenadas 37°23′53″N 88°22′31″O / 37.39806, -88.37528. Según la Oficina del Censo de los Estados Unidos, Carrsville tiene una superficie total de 0.17 km², de la cual 0.17 km² corresponden a tierra firme y (0%) 0 km² es agua.

## Demografía
Según el censo de 2010, había 50 personas residiendo en Carrsville. La densidad de población era de 297 hab./km². De los 50 habitantes, Carrsville estaba compuesto por el 100% blancos, el 0% eran afroamericanos, el 0% eran amerindios, el 0% eran asiáticos, el 0% eran isleños del Pacífico, el 0% eran de otras razas y el 0% pertenecían a dos o más razas. Del total de la población el 0% eran hispanos o latinos de cualquier raza.